# Shuto Machino
Shuto Machino (町野 修斗 Machino Shuto?), född 30 september 1999 i Mie prefektur, är en japansk fotbollsspelare som spelar för Shonan Bellmare.

## Klubbkarriär
Machino började sin karriär 2018 i Yokohama F. Marinos. 2019 lånades han ut till Giravanz Kitakyushu. Inför säsongen 2020 blev det en permanent övergång till Giravanz Kitakyushu. Inför säsongen 2021 värvades Machino av Shonan Bellmare.

## Landslagskarriär
Den 13 juli 2022 blev Machino för första gången uttagen i Japans landslag i deras trupp till Östasiatiska mästerskapet 2022. Han debuterade och gjorde två mål den 19 juli 2022 i en 6–0-seger över Hongkong. Åtta dagar senare gjorde Machino även ett mål i en 3–0-seger över Sydkorea, vilket hjälpte Japan att vinna mästerskapet för första gången sedan 2013.
I november 2022 blev Machino uttagen i Japans trupp till VM 2022 som ersättare till skadade Yuta Nakayama.